# 보령도서관
보령도서관은 충청남도 보령시 소재의 도서관이다.

## 연혁
- 1972. 11. 01 보령군립도서관 설립 인가
- 1973. 11. 09 열람석 105석으로 개관
- 1986. 03. 01 대천시립도서관으로 명칭 및 조례 제101호 및 사용조례 제102호로 변경
- 1991. 03. 26 대천도서관으로 명칭 변경
- 1995. 08. 04 보령시 명천동 430-4 대천중학교 부지로 신축 이전
- 1996. 11. 11 보령도서관으로 명칭 변경
- 1998. 08. 26 도서관 전산화
- 2000. 03. 22 지역평생학습관 지정 운영
- 2002. 03. 05 디지털자료실 개실 및 홈페이지 개설
- 2005. 10. 11~13 전자책(e-book)서비스 개시
- 2005. 12. 06 RFID 도서관 관리시스템 구축
- 2011. 11. 01 RFID 도서관 관리시스템 구축
- 2019. 03. 01 충청남도보령교육지원청보령도서관으로 명칭 변경

## 시설현황
- 열람좌석수: 300개
- 대출가능권수: 10권
- 대출가능일수: 14일
- 자료수(도서): 98,361권

## 이용 안내
이용 시간
| 구분 | 종합자료실    | 열람실        |
| ---- | ------------- | ------------- |
| 평일 | 08:00 ~ 19:00 | 08:00 ~ 21:00 |
| 주말 | 09:00 ~ 17:00 | 08:00 ~ 21:00 |

휴관일
- 매주 월요일
- 일요일을 제외한 공휴일(단, 일요일이 공휴일과 중복되는 경우 휴관)
- 대통령령에 의거 지정한 임시공휴일
- 기타 임시휴관일 : 관장이 필요하다고 예외로 인정한 경우